# Grand National (course hippique)
Pour les articles homonymes, voir Grand National.
Grade III
Le Grand National est une course hippique de steeple-chase se tenant début avril à Aintree, près de Liverpool en Angleterre chaque année depuis 1839, sauf entre 1941 et 1945 du fait de la 2nde Guerre Mondiale, ainsi qu'en 2020 du fait de la pandémie de Covid-19. La distance parcourue est d'environ 4 miles et 514 yards (environ 6,907 km) et parsemée de 30 obstacles. La course se déroule chaque année, un samedi après-midi du début du mois d'avril.
C'est la course mettant en jeu le plus d'argent en Grande-Bretagne, l'édition de 2016 ayant rapporté 1 000 000 de livres sterling au vainqueur. Cette course est si populaire au Royaume-Uni qu'elle sert de vitrine pour la profession, attirant même des personnes qui ne regardent ou ne parient pas sur les courses hippiques le reste de l'année.
Le Grand National est également sujet à controverses en raison de la difficulté du parcours occasionnant de nombreux accidents. Certaines sociétés de protection des animaux militent pour son interdiction. En 162 éditions, 58 chevaux furent mortellement blessés, quatre d'entre eux lors d'une même course, celle de 1954. Un jockey, George Ede, a aussi perdu la vie du fait de ses blessures lors de la course de 1870.

## Palmarès
- Les poids sont mentionnés en stones - Livres

| Année       | Vainqueur                                                                  | Age                                                                        | Poids                                                                      | Jockey                                                                     | Entraîneur                                                                 | Cote                                                                       |
| 1836        | The Duke *                                                                 | 7                                                                          |                                                                            | Captain Martin Becher                                                      |                                                                            | 3/1                                                                        |
| 1837        | The Duke *                                                                 | 8                                                                          |                                                                            | Henry Potts                                                                |                                                                            |                                                                            |
| 1838        | Sir William *                                                              | 7                                                                          | 12-07                                                                      | Alan McDonough                                                             |                                                                            | 2/1                                                                        |
| 1839        | Lottery                                                                    | 9                                                                          | 12-00                                                                      | Jem Mason                                                                  | George Dockeray                                                            | 9/1                                                                        |
| 1840        | Jerry                                                                      | 10                                                                         | 12-00                                                                      | Mr Bartholomew Bretherton                                                  | George Dockeray                                                            | 12/1                                                                       |
| 1841        | Charity                                                                    | 11                                                                         | 12-00                                                                      | Mr A. Powell                                                               | William Vevers                                                             | 14/1                                                                       |
| 1842        | Gaylad                                                                     | 8                                                                          | 12-00                                                                      | Tom Olliver                                                                | George Dockeray                                                            | 7/1                                                                        |
| 1843        | Vanguard                                                                   | 8                                                                          | 11-10                                                                      | Tom Olliver                                                                | Lord Chesterfield's Groom                                                  | 12/1                                                                       |
| 1844        | Discount                                                                   | 6                                                                          | 10-12                                                                      | John Crickmere                                                             |                                                                            | 5/1 JF                                                                     |
| 1845        | Cure-All                                                                   |                                                                            | 11-05                                                                      | Mr William Loft                                                            | Kitty Crisp                                                                | 15/1                                                                       |
| 1846        | Pioneer                                                                    | 6                                                                          | 11-12                                                                      | William Taylor                                                             |                                                                            | 30/1                                                                       |
| 1847        | Matthew                                                                    | 9                                                                          | 10-06                                                                      | Denny Wynne                                                                | John Murphy                                                                | 10/1                                                                       |
| 1848        | Chandler                                                                   | 12                                                                         | 11-12                                                                      | Captain Josie Little                                                       | Tom Eskrett                                                                | 12/1                                                                       |
| 1849        | Peter Simple                                                               | 11                                                                         | 11-00                                                                      | Tom Cunningham                                                             | Tom Cunningham                                                             | 20/1                                                                       |
| 1850        | Abd-El-Kader                                                               | 8                                                                          | 09-12                                                                      | Mr Chris Green                                                             | Joe Osborne                                                                | 100/3                                                                      |
| 1851        | Abd-El-Kader                                                               | 9                                                                          | 10-04                                                                      | Tom Abbot                                                                  | Joe Osborne                                                                | 7/1                                                                        |
| 1852        | Miss Mowbray                                                               | 8                                                                          | 10-04                                                                      | Mr Alec Goodman                                                            | George Dockeray                                                            | 10/1                                                                       |
| 1853        | Peter Simple                                                               | 15                                                                         | 10-10                                                                      | Tom Olliver                                                                | Tom Olliver                                                                | 9/1                                                                        |
| 1854        | Bourton                                                                    | 11                                                                         | 11-12                                                                      | John Tasker                                                                | Henry Wadlow                                                               | 4/1 F                                                                      |
| 1855        | Wanderer                                                                   | 10                                                                         | 09-08                                                                      | John Hanlon                                                                |                                                                            | 25/1                                                                       |
| 1856        | Freetrader                                                                 | 7                                                                          | 09-06                                                                      | George Stevens                                                             | William Holman                                                             | 25/1                                                                       |
| 1857        | Emigrant                                                                   | 11                                                                         | 09-10                                                                      | Charlie Boyce                                                              | Charlie Boyce                                                              | 10/1                                                                       |
| 1858        | Little Charley                                                             | 10                                                                         | 10-07                                                                      | William Archer                                                             | William Holman                                                             | 100/6                                                                      |
| 1859        | Half Caste                                                                 | 6                                                                          | 09-07                                                                      | Chris Green                                                                | Chris Green                                                                | 7/1                                                                        |
| 1860        | Anatis                                                                     | 10                                                                         | 09-10                                                                      | Mr Tommy Pickernell                                                        | H. E. May                                                                  | 7/2 F                                                                      |
| 1861        | Jealousy                                                                   | 7                                                                          | 09-12                                                                      | Joseph Kendall                                                             | Charles Balchin                                                            | 5/1                                                                        |
| 1862        | The Huntsman                                                               | 9                                                                          | 11-00                                                                      | Harry Lamplugh                                                             | Harry Lamplugh                                                             | 3/1 F                                                                      |
| 1863        | Emblem                                                                     | 7                                                                          | 10-10                                                                      | George Stevens                                                             | Edwin Weever                                                               | 4/1                                                                        |
| 1864        | Emblematic                                                                 | 6                                                                          | 10-06                                                                      | George Stevens                                                             | Edwin Weever                                                               | 10/1                                                                       |
| 1865        | Alcibiade                                                                  | 5                                                                          | 11-04                                                                      | Captain Henry Coventry                                                     | Cornell                                                                    | 100/7                                                                      |
| 1866        | Salamander                                                                 | 7                                                                          | 10-07                                                                      | Mr Alec Goodman                                                            | J. Walters                                                                 | 40/1                                                                       |
| 1867        | Cortolvin                                                                  | 8                                                                          | 11-13                                                                      | John Page                                                                  | Harry Lamplugh                                                             | 16/1                                                                       |
| 1868        | The Lamb                                                                   | 6                                                                          | 10-07                                                                      | Mr George Ede-Edwards                                                      | Ben Land                                                                   | 9/1                                                                        |
| 1869        | The Colonel                                                                | 6                                                                          | 10-07                                                                      | George Stevens                                                             | R. Roberts                                                                 | 100/7                                                                      |
| 1870        | The Colonel                                                                | 7                                                                          | 11-12                                                                      | George Stevens                                                             | R. Roberts                                                                 | 7/2 F                                                                      |
| 1871        | The Lamb                                                                   | 9                                                                          | 11-05                                                                      | Mr Tommy Pickernell                                                        | Chris Green                                                                | 11/2                                                                       |
| 1872        | Casse Tete                                                                 | 7                                                                          | 10-00                                                                      | John Page                                                                  | A. Cowley                                                                  | 20/1                                                                       |
| 1873        | Disturbance                                                                | 6                                                                          | 11-11                                                                      | Mr John Richardson                                                         | John Richardson                                                            | 20/1                                                                       |
| 1874        | Reugny                                                                     | 6                                                                          | 10-12                                                                      | Mr John Richardson                                                         | John Richardson                                                            | 5/1 F                                                                      |
| 1875        | Pathfinder                                                                 | 8                                                                          | 10-11                                                                      | Mr Tommy Pickernell                                                        | W. Reeves                                                                  | 100/6                                                                      |
| 1876        | Regal                                                                      | 5                                                                          | 11-03                                                                      | Joe Cannon                                                                 | James Jewitt                                                               | 25/1                                                                       |
| 1877        | Austerlitz                                                                 | 5                                                                          | 10-08                                                                      | Mr Fred Hobson                                                             | Robert I'Anson                                                             | 15/1                                                                       |
| 1878        | Shifnal                                                                    | 9                                                                          | 10-12                                                                      | J. Jones                                                                   | J. Nightingall                                                             | 7/1                                                                        |
| 1879        | The Liberator                                                              | 10                                                                         | 11-04                                                                      | Mr Garry Moore                                                             | J. Moore                                                                   | 5/1                                                                        |
| 1880        | Empress                                                                    | 5                                                                          | 10-07                                                                      | Mr Tommy Beasley                                                           | Henry Linde                                                                | 8/1                                                                        |
| 1881        | Woodbrook                                                                  | 7                                                                          | 11-03                                                                      | Mr Tommy Beasley                                                           | Henry Linde                                                                | 11/2 JF                                                                    |
| 1882        | Seaman                                                                     | 6                                                                          | 11-06                                                                      | Lord Manners                                                               | James Machell                                                              | 10/1                                                                       |
| 1883        | Zoedone                                                                    | 6                                                                          | 11-00                                                                      | Count Karel Kinsky                                                         | W. Jenkins                                                                 | 100/7                                                                      |
| 1884        | Voluptuary                                                                 | 6                                                                          | 10-05                                                                      | Mr Ted Wilson                                                              | William Wilson                                                             | 10/1                                                                       |
| 1885        | Roquefort                                                                  | 6                                                                          | 11-00                                                                      | Mr Ted Wilson                                                              | Arthur Yates                                                               | 100/30 F                                                                   |
| 1886        | Old Joe                                                                    | 7                                                                          | 10-09                                                                      | Tommy Skelton                                                              | George Mulcaster                                                           | 25/1                                                                       |
| 1887        | Gamecock                                                                   | 8                                                                          | 11-00                                                                      | W. Daniells                                                                | James Gordon                                                               | 20/1                                                                       |
| 1888        | Playfair                                                                   | 7                                                                          | 10-07                                                                      | George Mawson                                                              | Tom Cannon                                                                 | 40/1                                                                       |
| 1889        | Frigate                                                                    | 11                                                                         | 11-04                                                                      | Mr Tommy Beasley                                                           | M. A. Maher                                                                | 8/1                                                                        |
| 1890        | Ilex                                                                       | 6                                                                          | 10-05                                                                      | Arthur Nightingall                                                         | John Nightingall                                                           | 4/1 F                                                                      |
| 1891        | Come Away                                                                  | 7                                                                          | 11-12                                                                      | Mr Harry Beasley                                                           | Harry Beasley                                                              | 4/1 F                                                                      |
| 1892        | Father O'Flynn                                                             | 7                                                                          | 10-05                                                                      | Captain Roddy Owen                                                         | Gordon Wilson                                                              | 20/1                                                                       |
| 1893        | Cloister                                                                   | 9                                                                          | 12-07                                                                      | Bill Dollery                                                               | Arthur Yates                                                               | 9/2 F                                                                      |
| 1894        | Why Not                                                                    | 13                                                                         | 11-13                                                                      | Arthur Nightingall                                                         | Willie Moore                                                               | 5/1 JF                                                                     |
| 1895        | Wild Man From Borneo                                                       | 7                                                                          | 10-11                                                                      | Mr Joe Widger                                                              | James Gatland                                                              | 10/1                                                                       |
| 1896        | The Soarer                                                                 | 7                                                                          | 09-13                                                                      | Mr David Campbell                                                          | Willie Moore                                                               | 40/1                                                                       |
| 1897        | Manifesto                                                                  | 9                                                                          | 11-13                                                                      | Terry Kavanagh                                                             | Willie McAuliffe                                                           | 6/1 F                                                                      |
| 1898        | Drogheda                                                                   | 6                                                                          | 10-12                                                                      | John Gourley                                                               | Dick Dawson                                                                | 25/1                                                                       |
| 1899        | Manifesto                                                                  | 11                                                                         | 12-07                                                                      | George Williamson                                                          | Willie Moore                                                               | 5/1                                                                        |
| 1900        | Ambush II                                                                  | 6                                                                          | 11-03                                                                      | Algy Anthony                                                               | Algy Anthony                                                               | 4/1                                                                        |
| 1901        | Grudon                                                                     | 11                                                                         | 10-00                                                                      | Arthur Nightingall                                                         | Bernard Bletsoe                                                            | 9/1                                                                        |
| 1902        | Shannon Lass                                                               | 7                                                                          | 10-01                                                                      | David Read                                                                 | James Hackett                                                              | 20/1                                                                       |
| 1903        | Drumcree                                                                   | 9                                                                          | 11-03                                                                      | Percy Woodland                                                             | Sir Charles Nugent                                                         | 13/2 F                                                                     |
| 1904        | Moifaa                                                                     | 8                                                                          | 10-07                                                                      | Arthur Birch                                                               | W. Hickey                                                                  | 25/1                                                                       |
| 1905        | Kirkland                                                                   | 9                                                                          | 11-05                                                                      | Frank Mason                                                                | E. Thomas                                                                  | 6/1                                                                        |
| 1906        | Ascetic's Silver                                                           | 9                                                                          | 10-09                                                                      | Mr Aubrey Hastings                                                         | Aubrey Hastings                                                            | 20/1                                                                       |
| 1907        | Eremon                                                                     | 7                                                                          | 10-01                                                                      | Alf Newey                                                                  | Tom Coulthwaite                                                            | 8/1                                                                        |
| 1908        | Rubio                                                                      | 10                                                                         | 10-05                                                                      | Henry Bletsoe                                                              | Fred Withington                                                            | 66/1                                                                       |
| 1909        | Lutteur III                                                                | 5                                                                          | 10-11                                                                      | Georges Parfrement                                                         | Harry Escott                                                               | 100/9                                                                      |
| 1910        | Jenkinstown                                                                | 9                                                                          | 10-05                                                                      | Robert Chadwick                                                            | Tom Coulthwaite                                                            | 100/8                                                                      |
| 1911        | Glenside                                                                   | 9                                                                          | 10-03                                                                      | Mr Jack Anthony                                                            | R. H. Collis                                                               | 20/1                                                                       |
| 1912        | Jerry M                                                                    | 9                                                                          | 12-07                                                                      | Ernie Piggott                                                              | Bob Gore                                                                   | 4/1 JF                                                                     |
| 1913        | Covertcoat                                                                 | 7                                                                          | 11-06                                                                      | Percy Woodland                                                             | Bob Gore                                                                   | 100/9                                                                      |
| 1914        | Sunloch                                                                    | 8                                                                          | 09-07                                                                      | Bill Smith                                                                 | Tom Tyler                                                                  | 100/6                                                                      |
| 1915        | Ally Sloper                                                                | 6                                                                          | 10-06                                                                      | Mr Jack Anthony                                                            | Aubrey Hastings                                                            | 100/8                                                                      |
| 1916        | Vermouth *                                                                 | 6                                                                          | 11-10                                                                      | Jack Reardon                                                               | J. Bell                                                                    | 100/8                                                                      |
| 1917        | Ballymacad *                                                               | 10                                                                         | 09-12                                                                      | Edmund Driscoll                                                            | Aubrey Hastings                                                            | 100/9                                                                      |
| 1918        | Poethlyn *                                                                 | 8                                                                          | 11-06                                                                      | Ernie Piggott                                                              | Harry Escott                                                               | 5/1                                                                        |
| 1919        | Poethlyn                                                                   | 9                                                                          | 12-07                                                                      | Ernie Piggott                                                              | Harry Escott                                                               | 11/4 F                                                                     |
| 1920        | Troytown                                                                   | 7                                                                          | 11-09                                                                      | Mr Jack Anthony                                                            | Algy Anthony                                                               | 6/1                                                                        |
| 1921        | Shaun Spadah                                                               | 10                                                                         | 11-07                                                                      | Fred Rees                                                                  | George Poole                                                               | 100/9                                                                      |
| 1922        | Music Hall                                                                 | 9                                                                          | 11-08                                                                      | Lewis Rees                                                                 | Owen Anthony                                                               | 100/9                                                                      |
| 1923        | Sergeant Murphy                                                            | 13                                                                         | 11-03                                                                      | Captain Tuppy Bennett                                                      | George Blackwell                                                           | 100/6                                                                      |
| 1924        | Master Robert                                                              | 11                                                                         | 10-05                                                                      | Bob Trudgill                                                               | Aubrey Hastings                                                            | 25/1                                                                       |
| 1925        | Double Chance                                                              | 9                                                                          | 10-09                                                                      | Major John Wilson                                                          | Fred Archer, Jr.                                                           | 100/9                                                                      |
| 1926        | Jack Horner                                                                | 9                                                                          | 10-05                                                                      | William Watkinson                                                          | Harvey Leader                                                              | 25/1                                                                       |
| 1927        | Sprig                                                                      | 10                                                                         | 12-04                                                                      | Ted Leader                                                                 | Tom Leader                                                                 | 8/1 F                                                                      |
| 1928        | Tipperary Tim                                                              | 10                                                                         | 10-00                                                                      | Mr Bill Dutton                                                             | Joseph Dodd                                                                | 100/1                                                                      |
| 1929        | Gregalach                                                                  | 7                                                                          | 11-04                                                                      | Robert Everett                                                             | Tom Leader                                                                 | 100/1                                                                      |
| 1930        | Shaun Goilin                                                               | 10                                                                         | 11-07                                                                      | Tommy Cullinan                                                             | Frank Hartigan                                                             | 100/8                                                                      |
| 1931        | Grakle                                                                     | 9                                                                          | 11-07                                                                      | Bob Lyall                                                                  | Tom Coulthwaite                                                            | 100/6                                                                      |
| 1932        | Forbra                                                                     | 7                                                                          | 10-07                                                                      | Tim Hamey                                                                  | Tom Rimell                                                                 | 50/1                                                                       |
| 1933        | Kellsboro Jack                                                             | 7                                                                          | 11-09                                                                      | Dudley Williams                                                            | Ivor Anthony                                                               | 25/1                                                                       |
| 1934        | Golden Miller                                                              | 7                                                                          | 12-02                                                                      | Gerry Wilson                                                               | Basil Briscoe                                                              | 8/1                                                                        |
| 1935        | Reynoldstown                                                               | 8                                                                          | 11-04                                                                      | Mr Frank Furlong                                                           | Noel Furlong                                                               | 22/1                                                                       |
| 1936        | Reynoldstown                                                               | 9                                                                          | 12-02                                                                      | Mr Fulke Walwyn                                                            | Noel Furlong                                                               | 10/1                                                                       |
| 1937        | Royal Mail                                                                 | 8                                                                          | 11-13                                                                      | Evan Williams                                                              | Ivor Anthony                                                               | 100/6                                                                      |
| 1938        | Battleship                                                                 | 11                                                                         | 11-06                                                                      | Bruce Hobbs                                                                | Reg Hobbs                                                                  | 40/1                                                                       |
| 1939        | Workman                                                                    | 9                                                                          | 10-06                                                                      | Tim Hyde                                                                   | Jack Ruttle                                                                | 100/8                                                                      |
| 1940        | Bogskar                                                                    | 7                                                                          | 10-04                                                                      | Mervyn Jones                                                               | Lord Stalbridge                                                            | 25/1                                                                       |
| 1941 à 1945 | Courses annulées entre 1941 et 1945 du fait de la Seconde Guerre Mondiale* | Courses annulées entre 1941 et 1945 du fait de la Seconde Guerre Mondiale* | Courses annulées entre 1941 et 1945 du fait de la Seconde Guerre Mondiale* | Courses annulées entre 1941 et 1945 du fait de la Seconde Guerre Mondiale* | Courses annulées entre 1941 et 1945 du fait de la Seconde Guerre Mondiale* | Courses annulées entre 1941 et 1945 du fait de la Seconde Guerre Mondiale* |
| 1946        | Lovely Cottage                                                             | 9                                                                          | 10-08                                                                      | Captain Bobby Petre                                                        | Tommy Rayson                                                               | 25/1                                                                       |
| 1947        | Caughoo                                                                    | 8                                                                          | 10-00                                                                      | Eddie Dempsey                                                              | Herbert McDowell                                                           | 100/1                                                                      |
| 1948        | Sheila's Cottage                                                           | 9                                                                          | 10-07                                                                      | Arthur Thompson                                                            | Neville Crump                                                              | 50/1                                                                       |
| 1949        | Russian Hero                                                               | 9                                                                          | 10-08                                                                      | Leo McMorrow                                                               | George Owen                                                                | 66/1                                                                       |
| 1950        | Freebooter                                                                 | 9                                                                          | 11-11                                                                      | Jimmy Power                                                                | Bobby Renton                                                               | 10/1                                                                       |
| 1951        | Nickel Coin                                                                | 9                                                                          | 10-01                                                                      | John Bullock                                                               | Jack O'Donoghue                                                            | 40/1                                                                       |
| 1952        | Teal                                                                       | 10                                                                         | 10-11                                                                      | Arthur Thompson                                                            | Neville Crump                                                              | 100/7                                                                      |
| 1953        | Early Mist                                                                 | 8                                                                          | 11-02                                                                      | Bryan Marshall                                                             | Vincent O'Brien                                                            | 20/1                                                                       |
| 1954        | Royal Tan                                                                  | 10                                                                         | 11-07                                                                      | Bryan Marshall                                                             | Vincent O'Brien                                                            | 8/1                                                                        |
| 1955        | Quare Times                                                                | 9                                                                          | 11-10                                                                      | Pat Taaffe                                                                 | Vincent O'Brien                                                            | 100/9                                                                      |
| 1956        | E.S.B.                                                                     | 10                                                                         | 11-03                                                                      | Dave Dick                                                                  | Fred Rimell                                                                | 100/7                                                                      |
| 1957        | Sundew                                                                     | 11                                                                         | 11-07                                                                      | Fred Winter                                                                | Frank Hudson                                                               | 20/1                                                                       |
| 1958        | Mr What                                                                    | 8                                                                          | 10-06                                                                      | Arthur Freeman                                                             | Tom Taaffe                                                                 | 18/1                                                                       |
| 1959        | Oxo                                                                        | 8                                                                          | 10-13                                                                      | Michael Scudamore                                                          | Willie Stephenson                                                          | 8/1                                                                        |
| 1960        | Merryman II                                                                | 9                                                                          | 10-12                                                                      | Gerry Scott                                                                | Neville Crump                                                              | 13/2 F                                                                     |
| 1961        | Nicolaus Silver                                                            | 9                                                                          | 10-01                                                                      | Bobby Beasley                                                              | Fred Rimell                                                                | 28/1                                                                       |
| 1962        | Kilmore                                                                    | 12                                                                         | 10-04                                                                      | Fred Winter                                                                | Ryan Price                                                                 | 28/1                                                                       |
| 1963        | Ayala                                                                      | 9                                                                          | 10-00                                                                      | Pat Buckley                                                                | Keith Piggott                                                              | 66/1                                                                       |
| 1964        | Team Spirit                                                                | 12                                                                         | 10-03                                                                      | Willie Robinson                                                            | Fulke Walwyn                                                               | 18/1                                                                       |
| 1965        | Jay Trump                                                                  | 8                                                                          | 11-05                                                                      | Mr Tommy Smith                                                             | Fred Winter                                                                | 100/8                                                                      |
| 1966        | Anglo                                                                      | 8                                                                          | 10-00                                                                      | Tim Norman                                                                 | Fred Winter                                                                | 50/1                                                                       |
| 1967        | Foinavon                                                                   | 9                                                                          | 10-00                                                                      | John Buckingham                                                            | John Kempton                                                               | 100/1                                                                      |
| 1968        | Red Alligator                                                              | 9                                                                          | 10-00                                                                      | Brian Fletcher                                                             | Denys Smith                                                                | 100/7                                                                      |
| 1969        | Highland Wedding                                                           | 12                                                                         | 10-04                                                                      | Eddie Harty                                                                | Toby Balding                                                               | 100/9                                                                      |
| 1970        | Gay Trip                                                                   | 8                                                                          | 11-05                                                                      | Pat Taaffe                                                                 | Fred Rimell                                                                | 15/1                                                                       |
| 1971        | Specify                                                                    | 9                                                                          | 10-13                                                                      | John Cook                                                                  | John Sutcliffe                                                             | 28/1                                                                       |
| 1972        | Well To Do                                                                 | 9                                                                          | 10-01                                                                      | Graham Thorner                                                             | Tim Forster                                                                | 14/1                                                                       |
| 1973        | Red Rum                                                                    | 8                                                                          | 10-05                                                                      | Brian Fletcher                                                             | Ginger McCain                                                              | 9/1 JF                                                                     |
| 1974        | Red Rum                                                                    | 9                                                                          | 12-00                                                                      | Brian Fletcher                                                             | Ginger McCain                                                              | 11/1                                                                       |
| 1975        | L'Escargot                                                                 | 12                                                                         | 11-03                                                                      | Tommy Carberry                                                             | Dan Moore                                                                  | 13/2                                                                       |
| 1976        | Rag Trade                                                                  | 10                                                                         | 10-12                                                                      | John Burke                                                                 | Fred Rimell                                                                | 14/1                                                                       |
| 1977        | Red Rum                                                                    | 12                                                                         | 11-08                                                                      | Tommy Stack                                                                | Ginger McCain                                                              | 9/1                                                                        |
| 1978        | Lucius                                                                     | 9                                                                          | 10-09                                                                      | Bob Davies                                                                 | Gordon W. Richards                                                         | 14/1                                                                       |
| 1979        | Rubstic                                                                    | 10                                                                         | 10-00                                                                      | Maurice Barnes                                                             | John Leadbetter                                                            | 25/1                                                                       |
| 1980        | Ben Nevis                                                                  | 12                                                                         | 10-12                                                                      | Mr Charlie Fenwick                                                         | Tim Forster                                                                | 40/1                                                                       |
| 1981        | Aldaniti                                                                   | 11                                                                         | 10-13                                                                      | Bob Champion                                                               | Josh Gifford                                                               | 10/1                                                                       |
| 1982        | Grittar                                                                    | 9                                                                          | 11-05                                                                      | Mr Dick Saunders                                                           | Frank Gilman                                                               | 7/1 F                                                                      |
| 1983        | Corbière                                                                   | 8                                                                          | 11-04                                                                      | Ben de Haan                                                                | Jenny Pitman                                                               | 13/1                                                                       |
| 1984        | Hallo Dandy                                                                | 10                                                                         | 10-02                                                                      | Neale Doughty                                                              | Gordon W. Richards                                                         | 13/1                                                                       |
| 1985        | Last Suspect                                                               | 11                                                                         | 10-05                                                                      | Hywel Davies                                                               | Tim Forster                                                                | 50/1                                                                       |
| 1986        | West Tip                                                                   | 9                                                                          | 10-11                                                                      | Richard Dunwoody                                                           | Michael Oliver                                                             | 15/2                                                                       |
| 1987        | Maori Venture                                                              | 11                                                                         | 10-13                                                                      | Steve Knight                                                               | Andrew Turnell                                                             | 28/1                                                                       |
| 1988        | Rhyme 'n' Reason                                                           | 9                                                                          | 11-00                                                                      | Brendan Powell                                                             | David Elsworth                                                             | 10/1                                                                       |
| 1989        | Little Polveir                                                             | 12                                                                         | 10-03                                                                      | Jimmy Frost                                                                | Toby Balding                                                               | 28/1                                                                       |
| 1990        | Mr Frisk                                                                   | 11                                                                         | 10-06                                                                      | Mr Marcus Armytage                                                         | Kim Bailey                                                                 | 16/1                                                                       |
| 1991        | Seagram                                                                    | 11                                                                         | 10-06                                                                      | Nigel Hawke                                                                | David Barons                                                               | 12/1                                                                       |
| 1992        | Party Politics                                                             | 8                                                                          | 10-07                                                                      | Carl Llewellyn                                                             | Nick Gaselee                                                               | 14/1                                                                       |
| 1993        | course annulée du fait d'un faux-départ non suivi par certains concurrents | course annulée du fait d'un faux-départ non suivi par certains concurrents | course annulée du fait d'un faux-départ non suivi par certains concurrents | course annulée du fait d'un faux-départ non suivi par certains concurrents | course annulée du fait d'un faux-départ non suivi par certains concurrents | course annulée du fait d'un faux-départ non suivi par certains concurrents |
| 1994        | Miinnehoma                                                                 | 11                                                                         | 10-08                                                                      | Richard Dunwoody                                                           | Martin Pipe                                                                | 16/1                                                                       |
| 1995        | Royal Athlete                                                              | 12                                                                         | 10-06                                                                      | Jason Titley                                                               | Jenny Pitman                                                               | 40/1                                                                       |
| 1996        | Rough Quest                                                                | 10                                                                         | 10-07                                                                      | Mick Fitzgerald                                                            | Terry Casey                                                                | 7/1 F                                                                      |
| 1997        | Lord Gyllene                                                               | 9                                                                          | 10-00                                                                      | Tony Dobbin                                                                | Steve Brookshaw                                                            | 14/1                                                                       |
| 1998        | Earth Summit                                                               | 10                                                                         | 10-05                                                                      | Carl Llewellyn                                                             | Nigel Twiston-Davies                                                       | 7/1 F                                                                      |
| 1999        | Bobbyjo                                                                    | 9                                                                          | 10-00                                                                      | Paul Carberry                                                              | Tommy Carberry                                                             | 10/1                                                                       |
| 2000        | Papillon                                                                   | 9                                                                          | 10-12                                                                      | Ruby Walsh                                                                 | Ted Walsh                                                                  | 10/1                                                                       |
| 2001        | Red Marauder                                                               | 11                                                                         | 10-11                                                                      | Richard Guest                                                              | Norman Mason                                                               | 33/1                                                                       |
| 2002        | Bindaree                                                                   | 8                                                                          | 10-04                                                                      | Jim Culloty                                                                | Nigel Twiston-Davies                                                       | 20/1                                                                       |
| 2003        | Monty's Pass                                                               | 10                                                                         | 10-07                                                                      | Barry Geraghty                                                             | Jimmy Managan                                                              | 16/1                                                                       |
| 2004        | Amberleigh House                                                           | 12                                                                         | 10-10                                                                      | Graham Lee                                                                 | Ginger McCain                                                              | 16/1                                                                       |
| 2005        | Hedgehunter                                                                | 9                                                                          | 11-01                                                                      | Ruby Walsh                                                                 | Willie Mullins                                                             | 7/1 F                                                                      |
| 2006        | Numbersixvalverde                                                          | 10                                                                         | 10-08                                                                      | Niall Madden                                                               | Martin Brassil                                                             | 11/1                                                                       |
| 2007        | Silver Birch                                                               | 10                                                                         | 10-06                                                                      | Robbie Power                                                               | Gordon Elliott                                                             | 33/1                                                                       |
| 2008        | Comply Or Die                                                              | 9                                                                          | 10-09                                                                      | Timmy Murphy                                                               | David Pipe                                                                 | 7/1                                                                        |
| 2009        | Mon Môme                                                                   | 9                                                                          | 11-00                                                                      | Liam Treadwell                                                             | Venetia Williams                                                           | 100/1                                                                      |
| 2010        | Don't Push It                                                              | 10                                                                         | 11-05                                                                      | Tony McCoy                                                                 | Jonjo O'Neill                                                              | 10/1                                                                       |
| 2011        | Ballabriggs                                                                | 10                                                                         | 11-00                                                                      | Jason Maguire                                                              | Donald McCain                                                              | 14/1                                                                       |
| 2012        | Neptune Collonges                                                          | 11                                                                         | 11-06                                                                      | Daryl Jacob                                                                | Paul Nicholls                                                              | 33/1                                                                       |
| 2013        | Auroras Encore                                                             | 11                                                                         | 10-03                                                                      | Ryan Mania                                                                 | Sue Smith                                                                  | 66/1                                                                       |
| 2014        | Pineau De Ré                                                               | 11                                                                         | 10-06                                                                      | Leighton Aspell                                                            | Dr R D P Newland                                                           | 25/1                                                                       |
| 2015        | Many Clouds                                                                | 8                                                                          | 11-09                                                                      | Leighton Aspell                                                            | Oliver Sherwood                                                            | 25/1                                                                       |
| 2016        | Rule The World                                                             | 9                                                                          | 10-07                                                                      | David Mullins                                                              | Mouse Morris                                                               | 33/1                                                                       |
| 2017        | One For Arthur                                                             | 8                                                                          | 10-11                                                                      | Derek Fox                                                                  | Lucinda Russell                                                            | 14/1                                                                       |
| 2018        | Tiger Roll                                                                 | 8                                                                          | 10-13                                                                      | Davy Russell                                                               | Gordon Elliott                                                             | 10/1                                                                       |
| 2019        | Tiger Roll                                                                 | 9                                                                          | 11-05                                                                      | Davy Russell                                                               | Gordon Elliott                                                             | 4/1 F                                                                      |
| 2020        | Course annulée en raison de la pandémie de Covid-19                        | Course annulée en raison de la pandémie de Covid-19                        | Course annulée en raison de la pandémie de Covid-19                        | Course annulée en raison de la pandémie de Covid-19                        | Course annulée en raison de la pandémie de Covid-19                        | Course annulée en raison de la pandémie de Covid-19                        |
| 2021        | Minella Times                                                              | 8                                                                          | 10-3                                                                       | Rachael Blackmore                                                          | Henry de Bromhead                                                          | 11/1                                                                       |
| 2022        | Noble Yeats                                                                | 7                                                                          | 10-10                                                                      | Sam Waley-Cohen                                                            | Emmet Mullins                                                              | 50/1                                                                       |
| 2023        | Corach Rambler                                                             | 9                                                                          | 10-05                                                                      | Derek Fox                                                                  | Lucinda Russell                                                            | 8/1 F                                                                      |

* Les éditions de 1836 à 1838 ne sont pas reconnues comme Grand Nationals par l'hippodrome d'Aintree.
* De 1916 à 1918, la course se tint à l'hippodrome – depuis détruit et repris par l'aéroport homonyme – de Gatwick.
* La course est annulée de 1941 à 1945 en raison de la Seconde Guerre mondiale.
* La course fut annulée en 1993 : Certains concurrents ayant parcouru la distance complète malgré un faux-départ, ne pouvaient plus recommencer la course du fait de leur épuisement. 

## Sources
- (en) Aintree Media Guide
- (en) bbc.co.uk - Grand National facts
- (en) guardian.co.uk - Mr Frisk's record time
- (en) horseracinghistory.co.uk
- (en) sportingchronicle.com
- (en) tbheritage.com